# Der Narr in Christo Emanuel Quint
Der Narr in Christo Emanuel Quint ist ein Roman des deutschen Nobelpreisträgers für Literatur Gerhart Hauptmann, der ab 1901 entstand und  1910  bei S. Fischer in Berlin erschien. Zuvor war der Text – ebenfalls 1910 – in Der neuen Rundschau vorabgedruckt worden.

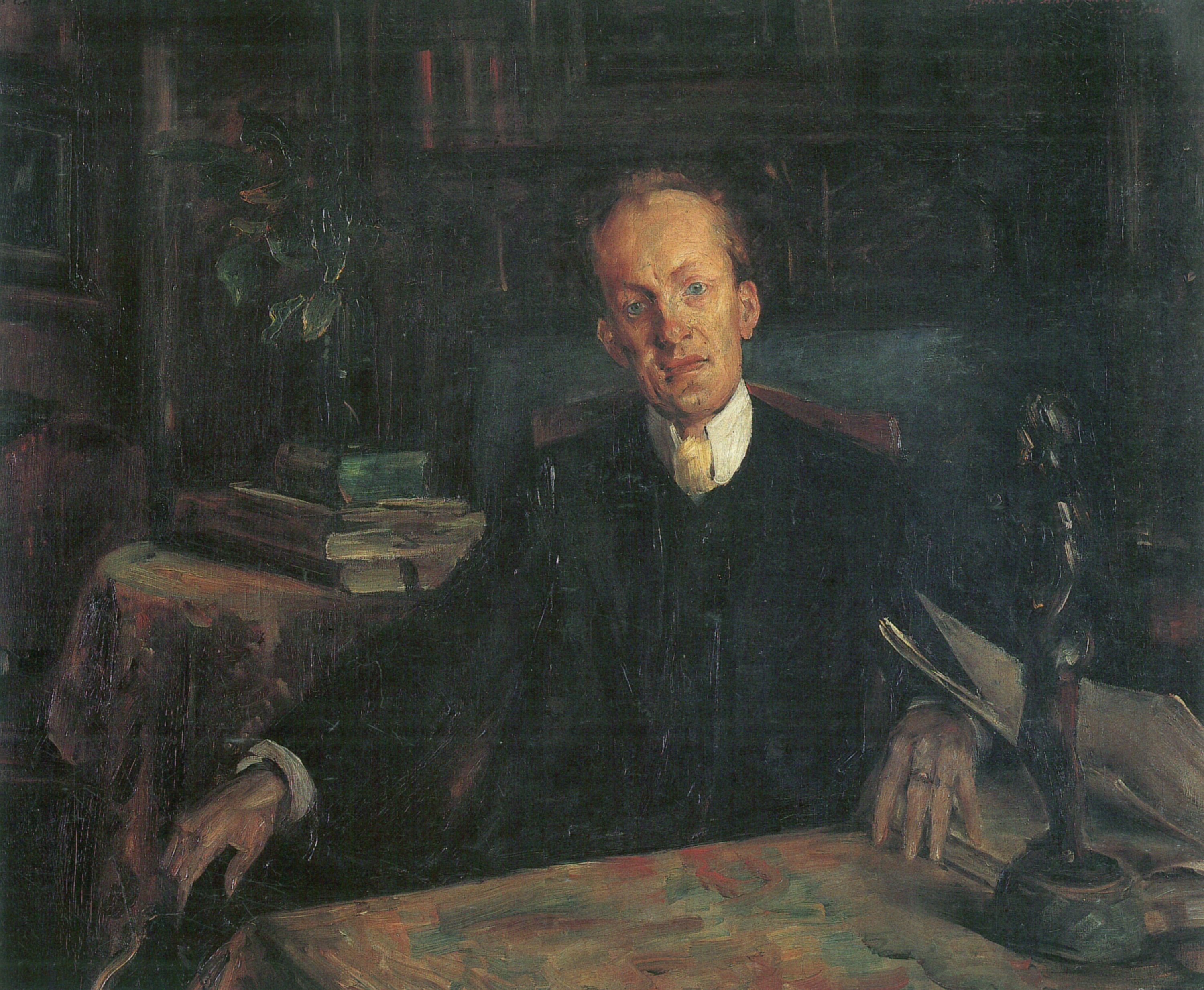
Gerhart Hauptmann auf einem Gemälde von Lovis Corinth anno 1900

## Überblick
Gerhart Hauptmann lässt einen Chronisten die Arme-Leute-Thematik aus den Webern in Romanform weitererzählen. Der Wanderprediger Quint zieht in der Nachfolge Jesu durchs heimatliche Schlesien. „Daß Quint seine ersten und glühendsten Anhänger bei den Ärmsten findet, ist ein Indiz für das gesellschaftskritische Potential des Romans.“ Quint ist fest überzeugt, er sei sozusagen eine Reinkarnation Jesu. Über das Eulengebirge erreicht er Breslau. Verlacht und verachtet verlässt er die Heimat, wandert über Berlin, Frankfurt, Darmstadt, Heidelberg, Karlsruhe, Basel, Zürich, Luzern, Göschenen und Andermatt an einem Jahresende um 1890 gen Süden, kommt vom Wege ab, verirrt sich anscheinend oberhalb des Gotthardhospizes nahe beim Pizzo Centrale und kommt in der Bergeinsamkeit im winterlichen Schneegestöber um.
Zur Form dieser Neuauflage der Passion Jesu: Quint spricht in bibelnahen Wendungen. Dazu schreibt Marx: „Der eingeschaltete Chronist sorgt dafür, daß der Roman weder zu einer psychopathologischen Schwärmerstudie noch zu einem religiösen Gesinnungsbuch wird.“ Sprengel relativiert, der „etwas bornierte Chronist“ dürfe nicht mit dem Autor gleichgesetzt werden.

## Handlung
Der bleiche, lang aufgeschossene, rotblonde, schlecht aussehende Tischlergeselle Emanuel Quint, der lediglich die Dorfschule besucht hat, gilt als arbeitsscheu. Die Mutter hatte ihn nach einem Fehltritt mit in die Ehe gebracht. Von seinem Stiefvater, dem Tischlermeister Adolf Quint, oftmals der Bankert genannt, verlässt Quint im Monat Mai die elterliche Giersdorfer Hütte und wandert – ein Exemplar des Neuen Testaments an der Brust verwahrt, sonst ohne Geld und in Lumpen – gen Reichenbach. Dort auf dem Markt strömen gerade die Protestanten aus der Kirche. Quint hält vor den Kirchgängern unter freiem Himmel eine Bußpredigt – Motto: Das Himmelreich ist nahe. Quint wird auf der Stelle inhaftiert. Nach einer ordentlichen Standpauke des Pfarrers kommt der Landstreicher Quint auf freien Fuß und setzt seine Wanderung zusammen mit zwei Leinwebern, den Brüdern Martin und Anton Scharf, fort. Diese meinen, der Bußprediger Quint habe ihren schwerkranken Vater daheim in der Hütte durch Gebet von seinen Schmerzen befreit und somit ruhiggestellt. Über die Hohe Eule wird ein Dörflein erreicht. Darin begegnet Quint dem Laienbruder Nathanael Schwarz – Apostel der Inneren Mission. Quint besteht den Test dieses Apostels des Tausendjährigen Reiches auf Bibelfestigkeit und wird von ihm – wie von einem zweiten Täufer Johannes – im Dorfbach wiedergetauft. Weiter geht es durchs Eulengebirge. Quint kennt das fast unbeschreibliche menschliche Elend am Wege. Die Familien sind in Lumpen gehüllt. Manche haben nicht einmal diese; müssen sich abwechselnd in Lumpen hüllen. Die gerade einmal nichts auf dem Leibe tragen, müssen in der Hütte harren. Ein solcher Fall von Kleidersparen ist der eines Veteranen aus den Feldzügen 1866 und 1870. Die Brüder Scharf führen Quint zum Veteranen Schubert und seiner 14-jährigen Tochter Martha. Als nach dem Eintreten Quints in Schuberts Hütte der Krämpfeanfall Marthas abklingt, halten die Anwesenden den Bußprediger für einen Wunderheiler. Vergeblich wehrt er sich dagegen. Am ersten Pfingstfeiertag versammelt sich eine Schar Kranker um die Hütte, in der sich Quint gerade aufhält. Er flüchtet durch die Hintertür in die Berge. Flüchten muss Quint obendrein vor preußischen Beamten. Der Arbeitsscheue soll in ein Arbeitshaus oder in eine Irrenanstalt gesteckt werden. Der böhmische Josef, ein Schmuggler, kennt sich an der Grenze zu Österreich aus und verhilft zur Flucht. In der böhmischen Leierbaude bei Spindlermühle lernt Quint den Schwaben, einen ehemaligen protestantischen Schneidergesellen, kennen. Quint kommt im kleinen Blockhaus des Volksschullehrers Stoppe und seiner Ehefrau unter. Frau Stoppe, eine Pfarrerstochter, schätzt Quint als guten Menschen ein. Der Lehrer Stoppe ist skeptisch, denn Quint mache die armen Leute im Riesengebirge aufsässig. Der Schwabe, der böhmische Josef und Quint werden von den Österreichern festgenommen. Quint wird der deutschen Polizei übergeben und im schlesischen Hainsdorf inhaftiert. Der Richter beim Amtsgericht in Quints Heimatkreis verhört den Delinquenten wegen Vagabundierens, Kurpfuscherei und Verübung öffentlichen Unfugs. Anschließend attestiert ein Psychiater Quint lediglich leichten Schwachsinn.
Wieder daheim bei den Eltern wird Quint vom Giersdorfer Pastor Schuch Reisegeld angeboten. Quint nimmt kein Geld. Der Pastor ist erschüttert – Quint nennt sich Gottes Sohn im Geiste. Quints Fußreise führt auf das Schloss des Gurauer Fräuleins. Zunächst kümmert sich diese seine bejahrte adlige Gönnerin um die Behandlung seines Bluthustens. Die 24-jährige Diakonissin Hedwig Krause pflegt Quint im Krankenhaus Herr, hilf! auf Kosten des Fräuleins. Laienbruder Nathanael Schwarz hat das Fräulein im Gespräch informiert: Jene Verirrten, die Quint folgen, meinten, dieser falsche Heiland von Giersdorf habe „die Kraft des Geistes Gottes in sich und die Gewalt über Leben und Tod“. Das Fräulein glaubt an Quints faszinierende Wirkung auf die Armen. Die Adlige bringt den Genesenden im Hause des protestantischen Schlossgärtners Heidebrand in ihrer Herrschaft Miltzsch unter. Im Gurauer Asyl hält sich Quint ein dreiviertel Jahr verborgen. Obergärtner Heidebrand betrachtet Quint als seinen Pflegesohn; mehr noch – als potentiellen Ehepartner der 15-jährigen Tochter Ruth. Bald wird das Gärtnerehepaar durch eine Beobachtung beunruhigt. Die somnambule Ruth folgt Quint auf dem Fuße. Der Pflegesohn hält die kleine Ruth offenbar in seinem Bann, ohne dass er das junge Mädchen je berührt hätte. Im Umkreis des Obergärtners wird Quint im Volke gehässig als Miltzscher Narr oder Giersdorfer Heiland verspottet. Einmal trifft ihn sogar ein steinharter Erdklumpen im Nacken, begleitet vom beifälligen Gejohle der neidischen Menge. Bei weitem nicht jeder steht in der Gunst des Gurauer Fräuleins. Trotz des unverhohlenen Hasses gegen Quint halten zwei Frauen zu ihm: Die 19-jährige Maria Krause und Hedwig Krause – Töchter des 53-jährigen Lehrers Krause. Als dann noch der Laienbruder Nathanael Schwarz in der Lehrerfamilie gegen Quints Freundschaft mit Maria Krause wettert und intrigiert, fühlt sich Quint in Miltzsch bedroht.
Nach einem nächtlichen gegnerischen tätlichen Angriff teilweise ziemlich lädiert, versammelt sich die Sekte der Talbrüder, wie sich die Anhänger Quints nach ihrem Unterschlupf, der Talmühle des Müllers Straube, nennen, um die Schmuggler Schwabe und den böhmischen Josef. Letzterer wird von den Talbrüdern nach Miltzsch entsandt und soll den neuen Messias in die Mühle holen. Aber Quint will die Talbrüder abschütteln, denn der inzwischen 28-Jährige versteht sich weniger als Messias, sondern vielmehr als Gottsucher. Schließlich kehrt Quint doch zu den Talbrüdern zurück. Zunächst muss er dort das 18-jährige blonde Bauernmädchen Therese Katzmarek, die einen ihrer epileptischen Krämpfe hinter sich hat, beruhigen. Dann bestellt er einen nach dem anderen Talbruder auf sein Zimmer und liest ihm die Leviten. Ruth Heidebrand, die Quint als ihren Bräutigam ansieht, folgt ihm in die Mühle. Quint bringt das Mädchen unversehrt zu den Eltern zurück. In Miltzsch werden Quint und Ruth für Verführer und Verführte gehalten. Die Talbrüder haben Laienbruder Nathanael Schwarz aus ihren Reihen ausgestoßen und sind Quint zu neunt nach Miltzsch gefolgt. Als die Miltzscher Quint steinigen wollen, ist es Therese Katzmarek, die Quint mit ihrem Körper vor dem Steinhagel Deckung bietet. Hingegen die neun Talbrüder haben das Weite gesucht.
Quint geht nach Breslau. Auf dem Wege dorthin schändet er eine Kirche in der Nähe von Dronsdorf. Mit dem Ausruf „Ich bin Christus!“ schlägt er auf das große Altarkreuz ein und nennt das Gotteshaus eine Mördergrube.
Hedwig Krause  arbeitet inzwischen in einem Breslauer Krankenhaus. Quint und die Seinen kommen in Breslau in der kleinen Herberge zum Grünen Baum unter. Der Wirt verdient an dem Zulauf Neugieriger, die den Gast Quint erleben möchten. Anton Scharf wird Quints rechte Hand; dirigiert die Wartenden. Quint predigt: „… wer dir das Deinige nimmt, von dem fordere es nicht wieder!“ Er liebt Novalis, der da gesagt hatte: „Deutschheit ist echte Popularität und darum ein Ideal.“ In Breslau strahlt Quint zunächst Selbstsicherheit aus. Sobald sich geistvolle und gebildete Leute für ihn interessieren, wirken er und seine inzwischen nur noch sieben ländlichen Anhänger schüchtern und werden kleinlaut. Jener Ich-Erzähler im Roman, der sich Chronist nennt, weiß allerdings: Quint habe zu der Zeit bereits mit seinem Leben abgeschlossen und darum volle Freiheit erlangt. Die Gebildeten Breslaus ihrerseits schweigen betreten zu den biblischen Denkansätzen Quints. Ihrer Meinung nach haben sie es mit einem Irren zu tun.
Die Polizei beobachtet das Treiben im Grünen Baum. Sozialdemokraten werfen den ersten Stein, als ihnen ein Lied während der Betstunde in der Herberge missfällt.
Als es dem Wirt zu bunt wird, leitet dieser mit einem Fausthieb mitten in Quints Gesicht das Ende des Breslauer Intermezzos ein. Quint küsst dem Wirt dafür die Hand.
Quints ländliches Gefolge behagt dessen Umgang mit den Gebildeten nicht. Inzwischen an die Peripherie Breslaus zurückgewichen, klagt Martin Scharf, er verstehe die Rede Quints nicht. Im festen Vertrauen auf die sehnsüchtig erwartete und nie erfolgte Offenbarung aus dem Munde Quints hätten die noch harrenden sieben Jünger Haus und Hof im Stich gelassen, ihr Geld vertan, doch von Quint lediglich mehrdeutige Gleichnisse gehört.
Quint ficht das nicht an. Seelenruhig wäscht er seinen Jüngern nacheinander die Füße. Kurz bevor der böhmische Josef an der Reihe ist, läuft dieser davon.
Die kleine Ruth Heidebrand wird ermordet aufgefunden und der Verdacht fällt auf Quint. Die sechs Jünger drängen ihn zur Flucht. Quint lächelt, geht nach Breslau zurück und wird ins Untersuchungsgefängnis geworfen. Der außerehelich geborene Quint, ein Arbeitsscheuer, durch sozialistische, anarchistische und nihilistische Ideen verdorben, wird vom Staatsanwalt für schuldig befunden. Richter und Verteidiger halten den Angeklagten für nicht schuldig. Aussagen von Therese Katzmarek führen zum Täter, dem böhmischen Josef. Letzterer erhängt sich am Tatort. Anfang Oktober wird Quint aus der Haft entlassen und verlässt Schlesien. Wenn ihm unterwegs des Abends auf sein Türeklopfen jemand auftut, spricht der müde Wandersmann: „Ich bin Jesus! Gib mir ein Nachtlager!“ Darauf wird die Tür gewöhnlich zugeschlagen.

## Nebenfiguren
Manche – oben nicht genannte Personen – treten sporadisch auf oder agieren im Roman, der doch sonst wie aus einem Guss erscheint, wenige Male wie aus heiterem Himmel gleichsam als Deus ex machina – so zum Beispiel:
- Der junge Landwirt Kurt Simon[A 9] tritt bereits im zweiten der dreißig Romankapitel auf und sieht Quint erst im fünfzehnten Kapitel im Hause des Lehrers Krause wieder.
- Der Redakteur und sozialistische Agitator Kurowski belehrt die Brüder Scharf auf der Basis des Kommunistischen Manifests: Quint sei Betrüger und Selbstbetrüger zugleich. Zwar predige Quint in guter Absicht, doch jede Lehrmeinung, die auf Unbildung fußt, führe in die Irre.
- Die Brüder Karl und Christian Hassenpflug[A 10] – Studenten aus dem Münsterland, Kandidaten der Philosophie, Träger des schwarz-rot-goldenen Bandes – wollen Quint ausforschen. Der Giersdorfer Heiland, wie Quint genannt wird, erfährt von den Studenten, die Revolution wird von den Proletariern ausgehen. Nach dem Miltzscher Steinwürfen laden die Brüder Quint nach Breslau ein.
- Peter Hullenkamp und seine Freundin Annette von Rhyn.[A 11]

Natürlich gibt es auch Nebenfiguren, wie in Gerhart Hauptmanns größeren Prosaarbeiten üblich, über die Zusammenhängenderes erzählt wird – zum Beispiel der durchs Abitur gefallene schöne Jüngling Dominik beziehungsweise Nebenfiguren, die sich stimmiger in den Romankontext einfügen – wie zum Beispiel, der Arzt Dr. Hülsebusch, das Ehepaar Mendel, das den jungen Maler Bernhard Kurz fördert oder der notorische Quint-Hasser Herr von Kellwinkel.

## Zitate
Gerhart Hauptmann hat Quint in den Mund gelegt:
- „… die Nachfolge Jesu ist mein Ziel.“[15]
- „… meine Herrlichkeit ist das Leiden!“[16]
- „Jeder Pfaffe ist ein Gewalttäter!“[17]
- „Ich bin die Auferstehung und das Leben!“[18]

## Selbstzeugnisse
- Interview 1912: Gerhart Hauptmann habe 27 Jahre am Roman gearbeitet.[19]
- 19. September 1912 an Alfred Oehlke zu den Kritiken aus den Reihen des Klerus: „Wer aber in dem Narren in Christo den Antichrist zu sehen vermeint, der nehme sich in Obacht, daß ihm nicht etwa selbst Hörner und Klauen wachsen.“[20]

## Biographische Bezüge
Der Roman wird in aller Regel als Jesusroman gedeutet. Dabei wird übersehen, dass dieser moderne „Narr in Christo“ Züge trägt und Ansichten vertritt, die keineswegs auf den biblischen Jesus zurückzuführen sind: dass er die Sonne verehrt, sogar vor ihr niederkniet, dass er das Nacktbaden als „Feier“ und „Andacht“ pflegt, überhaupt Gott in der Natur findet und sich eher mit der „Mutterde“ verbinden will als mit dem Himmel. Dass er den Staat und seine „scheußlichen Metzelfeste“ als „blutigen Wahnsinn“ bekämpft, dass er barfuß geht und als „Kohlrabiapostel“ verhöhnt wird. Dass er den Gebrauch von Geld ablehnt. Besonders aber, dass er das Geschlechtsleben heiligt – und dies in ausdrücklichem Widerspruch gegen das Christentum. All dies sind Züge, die ihn mit dem „Narren“ Gusto Gräser verbinden, dem als „Kohlrabiapostel“ verspotteten, barfuß oder in Sandalen gehenden, „ärmlich“ gekleideten Wanderer. Mit dem Antimilitaristen und Pflanzenesser, mit dem Apostel der Natur. Damit auch mit dem Monte Verità. Nicht von ungefähr erscheint in Hauptmanns Vorarbeiten zu Quint die Notiz: „Die Kolonie in Locarno“ (Sprengel: Mythen 127). Gemeint ist die Kolonie auf dem Monte Verità bei Ascona-Locarno. Dorthin zieht es am Ende auch den armen Quint. Dass er auf dem Weg ins Tessin im Schnee erfriert, steht symbolisch für Hauptmanns Zweifel und Ängste gegenüber dieser prophetischen Erscheinung, die ihn zugleich anzieht und abstößt. Hauptmann hatte Gräser spätestens 1909 kennen gelernt, hatte sich 1912 öffentlich für ihn eingesetzt. 1919 wird er selbst den Wahrheitsberg besteigen und Gräsers Höhle im Wald von Arcegno besuchen. Deutliche Spuren seines Ringens mit und um Gusto Gräser finden sich in seinem Epos Till Eulenspiegel. Tills Kutschfahrt durch Deutschland und die Schweiz endet bei Ponte Brolla im Valle Maggia, auf dem Weg zur Felsgrotte Gusto Gräsers.

## Rezeption
- Schlenther schreibt am 27. November 1910 im Berliner Tageblatt: „Der vaterlose Tischlersohn aus Schlesisch-Giersdorf hat sich in den vaterlosen Zimmermannssohn  aus Nazareth mit Leib und Seele so innig hineingefühlt ...“[21]
- Rathenau und Stehr wissen es besser. Gerhart Hauptmann hatte mit beiden über seine Schreibabsicht gesprochen.[22] Rathenau äußert sich dazu noch im Jahr 1910[23] und Stehr im Februar 1911 in der Neuen Rundschau.[24]
- Für Julius Bab ist das Buch sozusagen ein „fünftes Evangelium“.[25]
- Robert Faesi war der erste Literaturwissenschaftler, der Quint einen Psychopathen nannte – eine bequeme Deutung, die andauert.[26]
- Theodor Heuss hat den Roman rezensiert. Er schreibt: „Gibt es einen Stoff, der inniger mit dem Problemsuchen jener deutschen Jugend (um 1890) verbunden war als dieser: Jesus Christus aus Nazareth wandert durch das Deutschland der Gegenwart, das Deutschland der Fabriken, der Klassenkämpfe, der orthodoxen Staatskirche.“[27]
- Zwar teile der Chronist ziemlich wenig darüber mit, wie es in Quint innen aussieht, doch Ziolkowski[28], die letzte Romanhälfte analysierend, sei sich relativ sicher mit seiner Diagnose paranoische Halluzination.[29] Sprengel möchte dem „bornierten Rationalismus“ des Chronisten nicht trauen. Ziolkowski habe dessen Sicht „ungeprüft übernommen“.[30]
- Sprengel führt die Korrekturfahne vom Februar 1911 an. Daraus gehe Gerhart Hauptmanns Aversion gegen die protestantische Orthodoxie hervor und sei Spiegelbild teils heftiger Reaktionen des Klerus auf den Romantext.[31]
- Leppmann behauptet, aus den Reden Quints im Bibelton gehe nicht hervor, ob der Redner die Welt retten oder sich vor der Welt retten wolle.[32] Verglichen mit den großen deutschen Romanen des 20. Jahrhunderts komme der Quint schlecht weg. Trotzdem beleuchtet Leppmann die Frage: Was hat der Romancier Gerhart Hauptmann dem heutigen Leser zu sagen?[33]
- Die Psychologie des Emanuel Quint betreffend weist Marx auf Studien zum Apostel 1888 in Zürich hin.[34] Übrigens stehe der oben erwähnte Tod Quints im Schneesturm oberhalb des Gotthardhospizes symbolisch für das Scheitern der 1888er utopischen Zürcher Ideen.[35]
- Wer die Geschichte Jesu Christi kennt, wird im Roman Parallele auf Parallele finden.[36] Die Geschichte des Narren in Christo wird freilich nicht in der Diktion der Evangelien erzählt.[37]
- Die Figur Quints als Inbegriff des nicht sesshaften Menschen, erinnert an die Werke von Gerhart Hauptmanns Bruder Carl und an den Myschkin in Dostojewskis Idioten.[38]

### Erstausgabe
- Der Narr in Christo Emanuel Quint. Roman. 540 Seiten. S. Fischer, Berlin 1910

### Ausgaben
Verwendete Ausgabe:
- Der Narr in Christo Emanuel Quint. S. 7–412 in: Gerhart Hauptmann: Die großen Romane. 814 Seiten. Propyläen Verlag, Berlin 1968

### Sekundärliteratur
- Der Apostel, Der Narr in Christo Emanuel Quint. S. 194–209 in Peter Sprengel: Gerhart Hauptmann. Epoche – Werk – Wirkung. 298 Seiten. C.H. Beck, München 1984 (Beck’sche Elementarbücher), ISBN 3-406-30238-6.
- Wolfgang Leppmann: Gerhart Hauptmann. Eine Biographie. Ullstein, Berlin 1996 (Ullstein-Buch 35608), 415 Seiten, ISBN 3-548-35608-7 (identischer Text mit ISBN 3-549-05469-6, Propyläen, Berlin 1995, untertitelt mit Die Biographie)
- Der Narr in Christo Emanuel Quint. S. 277–288 in: Friedhelm Marx: Gerhart Hauptmann. Reclam, Stuttgart 1998 (RUB 17608, Reihe Literaturstudium). 403 Seiten, ISBN 3-15-017608-5
- Peter Sprengel: Geschichte der deutschsprachigen Literatur 1900–1918. Von der Jahrhundertwende bis zum Ende des Ersten Weltkriegs. München 2004, ISBN 3-406-52178-9
- Peter Sprengel: Gerhart Hauptmann. Bürgerlichkeit und großer Traum. Eine Biographie. 848 Seiten. C.H. Beck, München 2012 (1. Aufl.), ISBN 978-3-406-64045-2